# 関家憲一
関家 憲一（せきや けんいち、1938年 〈昭和13年〉 3月5日 - 2020年〈令和2年〉 4月26日)は日本の実業家。
実父の関家三男の創業した工業用砥石メーカー、有限会社第一製砥所(現:ディスコ)を、実弟の関家臣ニと共に半導体製造装置・システムのメーカーとして東証第一部上場企業へと成長発展させた。

## 経歴
東京市麻布区に関家三男の長男として生まれる。神奈川県大磯町立小学校、私立湘南学園中等部、慶應義塾高等学校を経て慶応義塾大学経済学部へ進学。高等学校、大学と継続して体育会空手部に在籍して松濤館流空手4段を取得。
1959年(昭和34年)の慶應義塾大学在学中、父である関家三男より日本政策金融公庫(旧中小企業金融公庫)から融資を受ける為の資料作成を命じられ、それらの作成を行う。憲一は当時の事を「何の経験もない学生が製造コストの捉え方や生産に関する統計的な見方を覚えるきっかけを得ました。」と述べている。
1963年(昭和38年)には、同社の現在のダイシングソーの原型である「DAD-2H」の開発の中心となる、弟の関家臣二が同社に入社し東京本社勤務となる。
1965年(昭和40年)同社の取締役総務部長に就任。引き続き呉工場にて勤務し、財務経理書類や管理報告プロセスを確立する業務を行う。
1968年(昭和43年)に東京本社へ転勤する。同年、常務取締役総務部長に就任。同社はこの年より本格的に半導体製造装置事業に参入する事を決定する。
同社では既に、弟の臣二を中心とした開発チームが厚さ40マイクロメートルの超極薄レジノイド切断砥石「ミクロンカット」の開発に成功し、翌年1969年(昭和44年)の日刊工業新聞社「十大新製品賞」を受賞している。
しかし、当時の第一製砥所(現:ディスコ)は研削砥石の専業メーカーであり、実験機製作は外部協力会社と共に行っていため、本格的に販売可能な自社開発装置の開発はこの年より始まる。憲一は、初の自社開発の装置を開発するのにあたり、弟の関家臣二と共に開発にプロジェクトマネージャーとして携わる。ただし、「開発の中心は、弟の臣二と工作機械メーカー出身の技術者である」と述して、兄弟での役割の違いを述べている。
1975年(昭和50年)に現在のダイシングソーの原型である「DAD-2H」が完成し、同年にシリコンバレーで行われたセミコン・ウェストに同社は出展。「DAD-2H」は会期中、常時シリコンウェハーを切断するというデモ運転を続け、「止まらない装置」として評価され、500件を超える商談につながる。なお、既に第一製砥所(現:ディスコ)は砥石メーカーとして1964年(昭和39年)に、オーストラリアに海外進出をしている。
憲一は海外への展開について、「ディスコは、海外のお客様を数多く抱えています。私は、本州から見て、海を挟んでいるという意味では、九州もアメリカも同じと考えております。(中略) 地球全体を一つのマーケットとして捉えるべきだと、生意気に若い頃から主張してきました。日本のマーケットで売れる商品ならば、世界中どこへ行っても受け入れてくれるはずです。」と述べており、現在の半導体製造装置多くのシェアを獲得する土台があった事を述べている。また1975年(昭和50年)より、同社の海外事業や通訳を任され、その後の同社の米国現地法人の代表(1979年 - 1982年)を務めるArchie Lookが入社し、米国や欧州にて各種事業をサポートする。
1976年(昭和51年) 「DAD-2H」は再び日刊工業新聞社「十大新製品賞」を受賞。
1984年(昭和59年)同社の代表取締役副社長に就任。1985年 (昭和60年)同社の代表取締役社長に就任し管理部門を担当する。同時に弟の関家臣二は同社の代表取締役副社長に就任し開発マーケッティング部門を担当。また父の関家三男は代表取締役を退任し会長となり、憲一と弟の臣二がそれぞれの分野を担当しながら同社の経営の舵を取る形となる。
1989年(平成元年)ディスコが株式を日本証券業協会に店頭登録。1994年(平成6年) SEMI 国際半導体製造装置材料協会理事に就任。
1998年(平成10年) 7月 代表取締役会長兼社長に就任。1999年(平成11年) ディスコの株式を東京証券取引所第一部に上場。2001年(平成13年) 6月 社長を退任し代表取締役会長 CEO 就任。2001年(平成13年)7月 SEMI 国際半導体製造装置材料協会の会長に就任。
2006年(平成18年)ディスコの代表取締役会長を退任し、名誉会長に就任。2007年(平成19年) SEMI 国際半導体製造装置材料協会の名誉役員（Director Emeritus）に就任。
2008年(平成20年) ディスコから完全退職。
2020年(令和2年)82歳にて逝去。

### 所属団体
(社)東京商工会議所
議員 1997年(平成9年) 11 月 - 2007年(平成19年) 10 月
副会頭 2004年(平成16年) 11 月 - 2007年(平成19年) 10 月
顧問 2007年(平成19年) 11 月
SEMI(世界半導体製造装置・材料協会)
理事 1994年(平成6年) 7 月 - 2006年(平成18年) 6 月
SEMI会長2001年(平成13年) 7月 - 2002年(平成14年) 6月
SEMIディレクター・エメリタス（名誉理事）2006年(平成18年)
SEAJ（日本半導体装置製造協会)
理事・常任理事 1997年(平成9年) 5月 - 2006年(平成18年)6月 退任。
（社）発明協会 東京支部
常任理事 1994年(平成6年) 5月 - 2007年(平成19年)6月
（公）産業大学院大学運営諮問会議
委員 2006 (平成18年) 1月 - 2007年(平成19年) 6月
慶応義塾 三田体育会
常任理事 1996年(平成8年) - 2007年(平成19年) 3月
（社）発明協会・おおた少年少女発明クラブ
副会長 2005年(平成17年) - 2010年(平成22年)
その他の倶楽部等
（社）東京ロータリークラブ 1988年(昭和63年)6月 -  会員（元理事）
ANJ・新経営者クラブ 1989年(平成元年)6月 -  会員（1998年度会長）
バッカーズ・ファンデーション 2000年(平成12年)ごろ - 理事

### 栄典
1997年(平成9年)5月 藍綬褒章 授与

### 受賞
1995年(平成7年)5月 科学技術庁長官賞 受賞